# Poliedro de Galton

Dodecaedro.

En biología evolutiva, el poliedro de Galton es una metáfora acuñada por Francis Galton para ilustrar la interacción entre el azar (selección natural) y el determinismo (constricciones internas) en la evolución de los organismos. 
Últimamente, Stephen J. Gould ha recuperado esta metáfora para ilustrar el papel de las constricciones internas en la filogénesis:

En términos del modelo clásico del poliedro de Galton, el taco de billar de la selección natural siempre puede dar el empujón efectivo, pero si los canales internos (fijados por la historia e implantados en la arquitectura genética y ontogénica de los organismos actuales) delimitan un conjunto de trayectorias posibles como conductos para el empuje de la selección, entonces estas constricciones internas seguramente pueden reclamar igual peso que la selección natural en cualquier explicación completa de las causas de cualquier cambio evolutivo particular.
 Gould 2002/2004: 1203)

Según Gould, frente a la metáfora de Galton, el programa adaptacionista consideraría a los organismos como esferas, que podrían moverse en todas las direcciones del plano (es decir, evolucionar en todas las direcciones, sin ninguna constricción. Al contrario, las caras del poliedro de Galton ilustran el número de direcciones limitado en las que uno organismo podría evolucionar. 